# Artiste du peuple de la république d'Azerbaïdjan

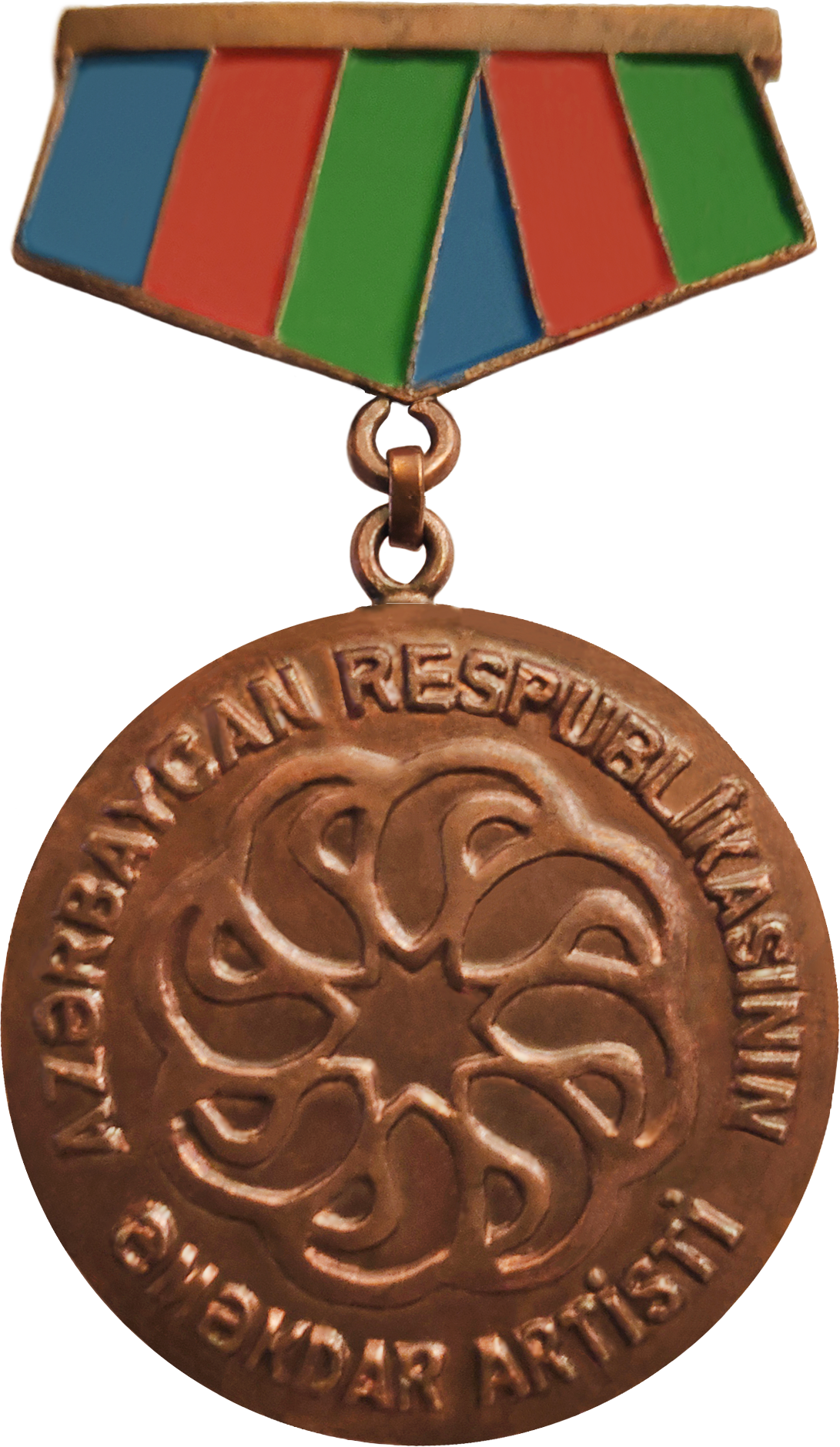

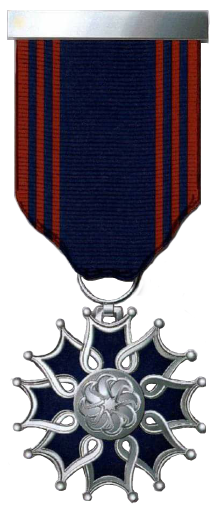
139 × 240 pixels

 (janvier 2021).
La mise en forme du texte ne suit pas les recommandations de Wikipédia : il faut le « wikifier ».
Les points d'amélioration suivants sont les cas les plus fréquents :
- Les titres sont pré-formatés par le logiciel. Ils ne sont ni en capitales, ni en gras.
- Le texte ne doit pas être écrit en capitales (les noms de famille non plus), ni en gras, ni en italique, ni en « petit »…
- Le gras n'est utilisé que pour surligner le titre de l'article dans l'introduction, une seule fois.
- L'italique est rarement utilisé : mots en langue étrangère, titres d'œuvres, noms de bateaux, etc.
- Les citations ne sont pas en italique mais en corps de texte normal. Elles sont entourées par des guillemets français : « et ».
- Les listes à puces sont à éviter, des paragraphes rédigés étant largement préférés. Les tableaux sont à réserver à la présentation de données structurées (résultats, etc.).
- Les appels de note de bas de page (petits chiffres en exposant, introduits par l'outil «  Source ») sont à placer entre la fin de phrase et le point final[comme ça].
- Les liens internes (vers d'autres articles de Wikipédia) sont à choisir avec parcimonie. Créez des liens vers des articles approfondissant le sujet. Les termes génériques sans rapport avec le sujet sont à éviter, ainsi que les répétitions de liens vers un même terme.
- Les liens externes sont à placer uniquement dans une section « Liens externes », à la fin de l'article. Ces liens sont à choisir avec parcimonie suivant les règles définies. Si un lien sert de source à l'article, son insertion dans le texte est à faire par les notes de bas de page.
- La présentation des références doit suivre les conventions bibliographiques. Il est recommandé d'utiliser les modèles {{Ouvrage}}, {{Chapitre}}, {{Article}}, {{Lien web}} et/ou {{Bibliographie}}. Le mode d'édition visuel peut mettre en forme automatiquement les références.
- Insérer une infobox (cadre d'informations à droite) n'est pas obligatoire pour parachever la mise en page.

Pour une aide détaillée, merci de consulter Aide:Wikification.
Si vous pensez que ces points ont été résolus, vous pouvez retirer ce bandeau et améliorer la mise en forme d'un autre article.
 (janvier 2021).
Si vous disposez d'ouvrages ou d'articles de référence ou si vous connaissez des sites web de qualité traitant du thème abordé ici, merci de compléter l'article en donnant les références utiles à sa vérifiabilité et en les liant à la section « Notes et références ».
Le titre d'artiste du peuple de la république d'Azerbaïdjan est un titre honorifique décerné aux artistes qui ont remporté un grand succès créatif dans le domaine de l'art, du théâtre, du cinéma et de la musique en république d'Azerbaïdjan.

## La méthode d'attribution du titre honorifique
Le président de la république d'Azerbaïdjan confère le titre honorifique de sa propre initiative, ainsi que sur proposition du Milli Majlis et du Cabinet des ministres.
Le titre honorifique est généralement décerné aux citoyens de la république d'Azerbaïdjan, mais peut également être décerné aux citoyens d'autres pays. Selon le règlement, le même titre honorifique de la république d'Azerbaïdjan n'est pas répété à une seule personne.
Une personne qui reçoit un titre honorifique peut être privée d'un titre honorifique dans les cas suivants:
lorsqu'une personne dotée d'un titre honorifique est condamnée pour un crime grave ou particulièrement grave
quand une personne avec un titre honorifique fait une erreur qui la ternit

## Historique
Le titre honorifique d '«Artiste du peuple de la république d'Azerbaïdjan» a été décerné pour la première fois par ordre du président de la république d'Azerbaïdjan Ayaz Mutallibov en date du 4 mai 1991. Le titre honorifique a été maintenu en 1991-1993 et le 24 juin 1993, le président de la république d'Azerbaïdjan, Heydar Aliyev, a mis fin à cette pratique et a cessé de l'attribuer. Le titre honorifique a été légalement établi le 22 mai 1998 et reste en vigueur pour ceux qui l'ont reçu en 1991-1993.

## Insigneet carte[Quoi ?]
Les personnes ayant reçu le titre honorifique d'« Artiste du peuple de la république d'Azerbaïdjan » reçoivent un certificat du titre honorifique de la république d'Azerbaïdjan et un insigne qui doit être porté sur le côté droit de la poitrine.